# Hasenherz (Roman)
Hasenherz (engl. Rabbit, Run) ist ein 1960 erschienener Roman von John Updike. Es ist der Auftakt der fünfteiligen Rabbit-Serie, in deren Mittelpunkt das Leben von Harry „Rabbit“ Angstrom, einem ehemaligen High-School-Basketball-Star, steht. Die weiteren Romane der Reihe sind:  Unter dem Astronautenmond (1971 erschienen), Bessere Verhältnisse (1981), Rabbit in Ruhe (1990) und Rabbit, eine Rückkehr (2002).
Die deutsche Übersetzung von Maria Carlsson erschien 1962 erstmals bei S. Fischer. Ab 1976 wurde der Roman bei Rowohlt verlegt.

## Handlung
Der Roman behandelt fünf Monate im Leben des 26-jährigen ehemaligen Schulbasketballspielers Harry Angstrom, genannt „Rabbit“ (= Hasenherz). Hauptthema sind seine Versuche, den Einschränkungen seines typisch amerikanischen Durchschnittslebens zu entkommen. „Wenn man mal erstrangig gewesen ist bei einer Sache, ganz gleich bei welcher, dann kriegt man es nicht fertig, was Zweitrangiges zu tun.“ Harry sucht nach etwas, das „hinter all diesem“ verborgen ist, „das darauf wartet, von mir entdeckt zu werden“. Der Roman ist das Protokoll der Versuche, „aus dem modernen Niemandsland, aus der Falle … aus der es keinen Ausweg gibt“ auszubrechen.
Harry „Rabbit“ Angstrom ist zu Beginn der Handlung Verkäufer von technischen Küchenutensilien, vor allem eines sogenannten Silberschälers. Er ist mit der im siebten Monat schwangeren Janice verheiratet, einer ehemaligen Verkäuferin in dem Geschäft, in dem er gerade angestellt ist. Sie haben einen zweijährigen Sohn namens Nelson und leben in Mount Judge, einem Vorort von Brewer. Janice verbringt ihr Leben hauptsächlich mehr oder weniger betrunken vor dem Fernsehapparat in einem Trancezustand und lässt die Wohnung zunehmend verkommen. Ihr Lieblingsdrink sind Old Fashioneds.
Rabbit glaubt, dass seine Heirat ein Fehler gewesen ist und dass ihm etwas Entscheidendes in seinem Leben fehlt. Er war früher in der Schule ein berühmter Basketball-Spieler und empfindet nun das Familienleben der Mittelklasse als unbefriedigend. An einem Abend entscheidet er sich spontan zu fliehen und mit seinem Wagen in den Süden zu fahren, bis an die mexikanische Küste. Er verliert sich aber nach Stunden hoffnungslos in dem ihm unbekannten Straßensystem und beschließt schließlich, nach Hause zurückzukehren. Er landet allerdings nicht bei seiner Familie, sondern – in Erinnerung an frühere glanzvolle Zeiten – bei seinem ehemaligen Basketballtrainer Marty Tothero.
In dieser Nacht isst Harry zusammen mit Tothero und zwei jungen Frauen, von denen eine, Ruth Leonard, zeitweise als Prostituierte arbeitet. Beide beginnen eine zwei Monate dauernde Beziehung und Harry zieht in ihre kleine Wohnung ein. Während dieser Zeit zieht seine Frau Janice zurück zu ihren Eltern. Der episkopalische Priester Jack Eccles freundet sich mit Harry an, spielt mit ihm häufiger Golf und unternimmt den hoffnungslosen Versuch, ihn wieder mit seiner Frau zusammenzubringen. Janice bringt in einer der nächsten Nächte eine Tochter zur Welt. Währenddessen hat es abends einen Streit zwischen Harry und Ruth gegeben. Anlass war Ronnie Harrison, ein ehemaliger Mitspieler Harrys, der auch eine kurze Beziehung zu Ruth hatte. Harry zwingt Ruth danach, ihn mit einer Fellatio zu befriedigen. Später erfährt er durch Eccles von der Geburt seines Kindes. Er verlässt die enttäuschte Ruth und hastet zum Krankenhaus, in dem seine Frau entbunden hat.
Janice hat ein Mädchen zur Welt gebracht, das die Eltern Rebecca June nennen. Rabbit kehrt zu seiner Frau mit dem Baby zurück und akzeptiert eine Beschäftigung bei seinem Schwiegervater, der einen Gebrauchtwagenhandel betreibt. Eines Sonntagmorgens nimmt er entgegen seiner sonstigen Gewohnheit an einem Gottesdienst teil, den Eccles hält. Danach bringt er Eccles’ Frau Lucy nach Hause. Er interpretiert ihre Einladung zu einer Tasse Kaffee als sexuelles Angebot. Als er sich weigert, schlägt sie ihm die Tür verärgert vor der Nase zu. Rabbit kehrt zu seinem Appartement zurück und ermutigt Janice zu einem Whisky und drängt sie dazu, mit ihm zu verkehren, ohne Rücksicht auf ihren Zustand kurz nach der Geburt zu nehmen. Als sie sich weigert, verlässt Rabbit sie und versucht, zu Ruth zurückzukehren.
Janice leidet darunter, dass Harry sie schon wieder verlassen hat. Sie fängt an, entschieden zu viel Whisky zu trinken. Ihr Alltagsleben gleitet ihr zunehmend aus den Händen. Als ihre Mutter sie anruft und ankündigt, dass sie in 20 Minuten bei ihr sei, ertränkt sie ihre neugeborene Tochter bei dem Versuch, sie noch mal eben zu waschen, versehentlich in der Badewanne.
Rabbit kehrt zu Frau und Sohn zurück in der Hoffnung, dass nach dieser ‚gemeinsamen’ Tragödie ein weiteres Zusammenleben möglich ist. Sein ehemaliger Trainer Tothero besucht ihn nach zwei Schlaganfällen und versucht ihm klarzumachen, dass das, wonach er immer suche, möglicherweise gar nicht existiert. Bei der Beerdigung des toten Babys kulminieren Rabbits innere und äußere Konflikte in einer seltsamen Szene, in der er plötzlich öffentlich deklamiert, dass er am Tod des Kindes nicht schuld sei, sondern seine Frau. Dann verlässt er fluchtartig den Friedhof, verfolgt von Eccles, der ihn jedoch verliert.
Rabbit wandert ziellos durch die Wälder seiner Kindheit und landet schließlich bei Ruth, die von ihm schwanger geworden ist und das Kind zur Welt bringen will. Sie ist bereit, Rabbit zu heiraten, wenn er sich von seiner Frau scheiden lässt. Das will Rabbit aber nicht. Er ist sich völlig im Unklaren darüber, was und wohin er will. Sein Schicksal ist ungewiss. Das einzige, was ihn erfreut, ist das Weglaufen. Damit endet der erste Teil der Rabbit-Reihe.

## Charaktere
- Harry Angstrom, genannt Rabbit, ein 26 Jahre alter Mann. Verheiratet mit Janice Angstrom. Er war ein Basketball-Star zu Highschool-Zeiten und ist zu Beginn des Romans ein Verkäufer von technischen Küchenutensilien.
- Miriam Angstrom, genannt Mim, Rabbits 19 Jahre alte Schwester.
- Mr. Angstrom, Rabbits Vater.
- Mrs. Angstrom, Rabbits Mutter.
- Janice Angstrom, Rabbits Frau.
- Nelson Angstrom, Harrys and Janice’ 2 Jahre alter Sohn.
- Rebecca June Angstrom, Harrys and Janice’ neugeborene Tochter. Janice ertränkt sie versehentlich, als sie betrunken ist.
- Mr. Springer, Janice’ Vater, Gebrauchtwagenhändler.
- Mrs. Springer, Janice’ Mutter. Sie ist gegenüber Harry besonders kritisch, nachdem er seine Frau verlassen hat.
- Jack Eccles, ein junger Episcopal-Priester. Er versucht, Harrys Ehe wieder zu kitten.
- Lucy Eccles, Jack Eccles’ Frau. Sie beklagt sich über den Mangel an Liebe in ihrer Ehe und gibt dem Beruf ihres Mannes die schuld, der ihm zu wenig Zeit für sie lässt.
- Ruth Leonard, Rabbits Geliebte. Sie ist eine Prostituierte und lebt alleine in einem kleinen Apartment. Sie achtet sehr auf ihre Figur und lebt drei Monate lang mit Harry zusammen.
- Margaret Kosko, eine Freundin von Ruth. Wahrscheinlich ebenfalls eine Prostituierte.
- Mrs. Smith, eine verwitwete 73j-ährige alte Frau, deren Garten Rabbit versorgt, während er von seiner Frau getrennt lebt.
- Marty Tothero, Rabbits ehemaliger Basketball-Trainer. Er war einmal sehr populär zu Rabbits Highschool-Zeiten, wurde aber auf Grund eines ‘Skandals’ entlassen. Er betrügt seine Frau fortwährend, was ihn nicht daran hindert, Rabbit Ratschläge für eine gute Ehe zu geben. Nach zwei Schlaganfällen kann er seinen Beruf nicht mehr ausüben.
- Ronnie Harrison, einer von Rabbits ehemaligen Mitspielern. Er hat früher sowohl mit Margaret Kosko als auch mit Ruth Leonard geschlafen.

## Grundkonstellation der Rabbit-Reihe
Der Roman wurde von Updike mehrfach, jeweils im Abstand von etwa 10 Jahren fortgesetzt. 1971 erschien Unter dem Astronautenmond (engl. Rabbit Redux; deutsche Übersetzung von Kai Molvig 1973). 1981 erschien Bessere Verhältnisse (engl. Rabbit Is Rich; deutsche Übersetzung von Barbara Henninges 1983), 1990 Rabbit in Ruhe (engl. Rabbit at Rest; deutsche Übersetzung von Maria Carlsson 1992) und 2002 schließlich Rabbit, eine Rückkehr (engl. Rabbit Remembered, deutsche Übersetzung von Maria Carlsson 2002). Die Handlung aller fünf Romane spielt in der fiktiven Stadt Brewer, die der Heimatstadt des Autors Reading in Pennsylvania nachgebildet ist und 75 Kilometer von Philadelphia entfernt ist.